# 크리스티아노 루카렐리
크리스티아노 루카렐리(이탈리아어: Cristiano Lucarelli, 1975년 10월 4일 ~ )는 이탈리아의 전 축구 선수이다.
그는 이탈리아의 전 축구 선수였던 알레산드로 루카렐리의 형이기도 하다.